# Michael Ertel
Michael Harry Ertel II (Indianapolis, 22 gennaio 1999) è un cestista statunitense.